# Ołeksandr Hereha
Ołeksandr Wołodymyrowycz Hereha, ukr. Олександр Володимирович Герега (ur. 27 czerwca 1967 w Gródku) – ukraiński przedsiębiorca i polityk, prezes Ukraińskiej Federacji Podnoszenia Ciężarów, poseł do Rady Najwyższej VII i VIII kadencji.

## Życiorys
Absolwent zarządzania w Lwowskiej Akademii Handlu. Na początku lat 90. zajął się prowadzeniem własnej działalności gospodarczej. W 2003 wraz z żoną Hałyną Herehą (późniejszą p.o. mera Kijowa) założył spółkę prawa handlowego, na bazie której powstała sieć marketów budowlanych Epicentr (do 2013 około 40 placówek na Ukrainie). W 2013 magazyn „Fokus” szacował wartość aktywów małżonków na blisko 795 milionów USD, plasując ich na 24. miejscu listy najbogatszych Ukraińców.
W 2012 Ołeksandr Hereha jako kandydat niezależny w jednym z okręgów obwodu chmielnickiego uzyskał mandat deputowanego VII kadencji. Był członkiem frakcji Partii Regionów, którą opuścił w 2014 po wydarzeniach Euromajdanu. W tym samym roku jako kandydat niezależny z powodzeniem ubiegał się o parlamentarną reelekcję – z najwyższym indywidualnym procentowym poparciem w kraju (blisko 74% głosów w okręgu). Utrzymał mandat deputowanego także w 2019. Był też wybierany na radnego obwodu chmielnickiego.